# Пукач, Алексей Петрович
Алексе́й Петро́вич Пу́кач (род. 1 января 1953) — сотрудник украинских правоохранительных органов, до 2003 года высокопоставленный работник МВД Украины, в 2000—2003 годах начальник главного управления уголовного розыска МВД Украины.
29 января 2013 года по обвинению в организации и непосредственном участии в убийстве Георгия Гонгадзе приговорён к пожизненному лишению свободы.

## Биография
Родился 1 января 1953 года в селе Жижниковцы Белогорского района Хмельницкой области Украинской ССР. После окончания школы служил в армии, где занимался спортом — получил звание кандидата в мастера спорта по самбо.
В конце 1970-х годов окончил Донецкую школу милиции, был направлен на работу в Киев.
В 1986 году участвовал в ликвидации последствий аварии на Чернобыльской АЭС, где получил вторую группу инвалидности, перенёс инфаркт. К 2000 году имел звание генерал-лейтенанта милиции.
В 1998—2000 годах работал начальником департамента наружного наблюдения главного управления МВД Украины, а в 2000—2003 годах — начальником главного управления криминального поиска МВД Украины. Никогда не служил в уголовном розыске. 
Разведён, имеет двух дочерей-близнецов.

## Пукач в деле Гонгадзе
В 2003 году имя Пукача фигурировало в деле о похищении и убийстве известного журналиста Георгия Гонгадзе. Пукач был задержан Генеральной прокуратурой Украины по обвинению в уничтожении документов, свидетельствующих о слежке за Гонгадзе в мае-июле 2000 года. Также подозрение у следователей вызвал тот факт, что в 2003 году Пукач по неизвестной причине получил в Киеве новую трёхкомнатную квартиру в элитном доме. В ноябре того же года Пукач был освобождён под подписку о невыезде, но тут же скрылся, и о его местонахождении не было известно до 2009 года. Прокуратура объявила его в международный розыск и в 2005 году заочно предъявила обвинение в убийстве Гонгадзе.

## Арест, следствие и суд
21 июля 2009 года Пукач был арестован сотрудниками СБУ в селе Молочки Чудновского района Житомирской области, где он последний год тайно проживал в очень стеснённых условиях под чужим именем со своей сожительницей и её сыном. Арестованный Пукач сразу же был доставлен в Киев, где пребывал в изоляторе временного содержания Службы безопасности Украины под круглосуточной охраной спецподразделения СБУ «Альфа». Результаты допросов взяли под свой личный контроль Виктор Ющенко, Юлия Тимошенко и Юрий Луценко.
На следующий день — 22 июля — заместитель начальника СБУ Василий Грицак заявил, что Пукач готов сотрудничать со следствием: он признал свою причастность к убийству Гонгадзе, пообещал указать на то место, где находится голова Гонгадзе, а также назвал заказчиков, имена которых в интересах следствия будут держаться в секрете.
Один из инициаторов т. н. «кассетного скандала» Николай Мельниченко заявил, что показания Пукача могут привести к привлечению к уголовной ответственности председателя Верховной рады Украины Владимира Литвина. Охрана Мельниченко и Пукача была усилена.
24 июля Пукачу официально избрали меру пресечения: содержание под стражей сроком на 2 месяца, а также предъявили обвинения, среди которых убийство Гонгадзе, похищение и избиение Алексея Подольского (украинский журналист и правозащитник) и уничтожение документов.
27 июля его адвокат Сергей Осыка сообщил, что Пукач отказался на период предварительного следствия от его услуг в пользу защитника, предоставляемого государством.
В ходе следствия, которое было завершено 6 декабря 2010 года, было установлено, что Пукач, получив устный приказ от тогдашнего министра внутренних дел Украины Юрия Кравченко ликвидировать Георгия Гонгадзе, установил за ним слежку и руководил группой офицеров милиции (Валерием Костенко, Николаем Протасовым и Александром Поповичем), которые похитили Гонгадзе 16 сентября 2000 года и вывезли его в поле вблизи села Сухолисы Белоцерковского района Киевской области. По версии следствия, Пукач на следующий день собственноручно задушил журналиста, а затем, возможно, перезахоронил тело в лесном массиве Улашевского лесничества Таращанского района и заставил соучастников молчать о случившемся преступлении.
В 2008 году Костенко и Попович были приговорены судом к 12 годам заключения, а Протасов — к 13 годам.
29 января 2013 года Пукач был признан виновным в превышении власти или служебных полномочий, сопровождавшемся насилием, и умышленном убийстве при отягчающих обстоятельствах, совершённом группой лиц по предварительному сговору, и приговорён к пожизненному лишению свободы с конфискацией принадлежащего ему имущества. Кроме этого, суд лишил Пукача звания генерал-лейтенанта и взыскал в пользу Мирославы Гонгадзе 500 тыс. грн. и в пользу одного из потерпевших — журналиста Алексея Подольского — 100 тыс. грн.
На вопрос судьи, согласен ли он с приговором, Пукач дословно ответил: «Я соглашусь, когда в этой клетке со мной будут сидеть Кучма и Литвин».
6 января 2016 года Апелляционный суд Киева оставил приговор в силе.